# Bernmobil
Bernmobil ist seit dem Jahr 2000 die Geschäftsbezeichnung des Verkehrsunternehmens der Schweizer Bundesstadt Bern. Der handelsrechtliche Name des Unternehmens lautet weiterhin Städtische Verkehrsbetriebe Bern, abgekürzt SVB. Die SVB ist seit 1999 ein rechtlich eigenständiges Unternehmen.
Das Netz von Bernmobil umfasst fünf Tramlinien, drei Trolleybuslinien und sechzehn Autobus-Linien, wobei die meisten das Stadtzentrum mit den Aussenbezirken und Vororten verbinden. Der Grossteil des zentrumsnahen Verkehrs wird von Bernmobil abgewickelt. Seit dem Fahrplanwechsel vom 12. Dezember 2004 ist Bernmobil in den Tarifverbund Libero integriert.

## Geschichte
Erste Formen des öffentlichen Verkehrs waren Pferdeomnibusse. Ende der 1870er Jahre verkehrte eine Linie vom Käfigturm über den heutigen Eigerplatz und Schönegg nach Wabern, sie verkehrte allerdings nur viermal am Tag. Die von der Bevölkerung als Rösslitram bezeichnet Einrichtung war kein Erfolg, sodass der Fuhrhalter zahlungsunfähig wurde. Ab 4. Oktober 1885 verkehrte auf der Linie Bahnhof–Bärengraben stündlich oder halbstündlich ein zweispänniges Fuhrwerk, das als Tram-Omnibusdienst bezeichnet wurde. Die Linie wurde später bis zum Bremgartenfriedhof verlängert. Trotzdem war der Dienst kein Erfolg und wurde wegen mangelnden Fahrgästen 1889 wieder eingestellt.

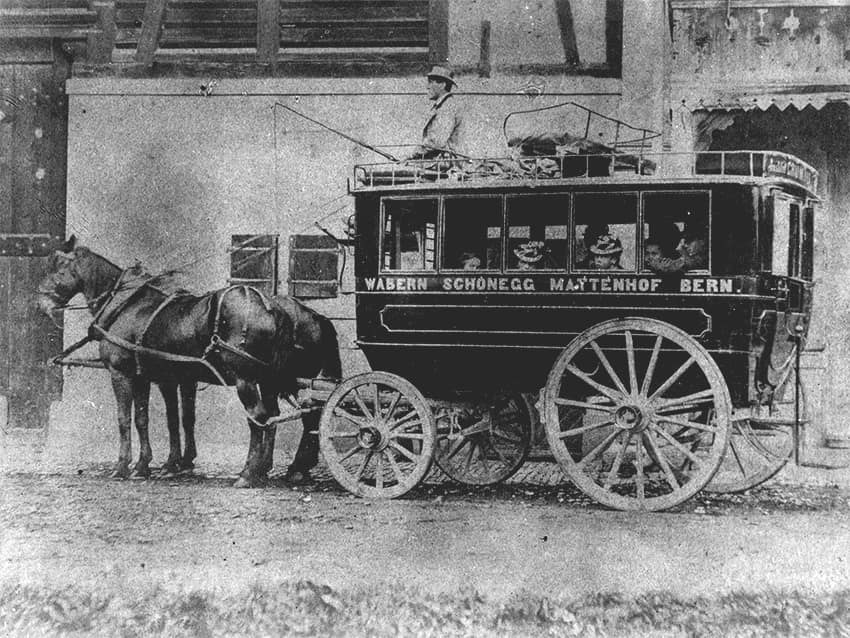
Pferdeomnibus nach Wabern 1885

Im Jahre 1889 wurde die Berner Tramway-Gesellschaft gegründet. Ab 1. Oktober 1890 fuhr das Drucklufttram in der Stadt Bern. Es wurde mit Drucklufttriebwagen betrieben, deren Druckluftbehälter an stationären Kompressoren geladen wurden, die von einer Jonval-Turbine im Kraftwerk Matte angetrieben wurden. Am 17. Mai 1894 wurde das Netz erweitert, diesmal mit einer Dampfstrassenbahn, weil sich das Lufttram nur teilweise bewährt hatte.

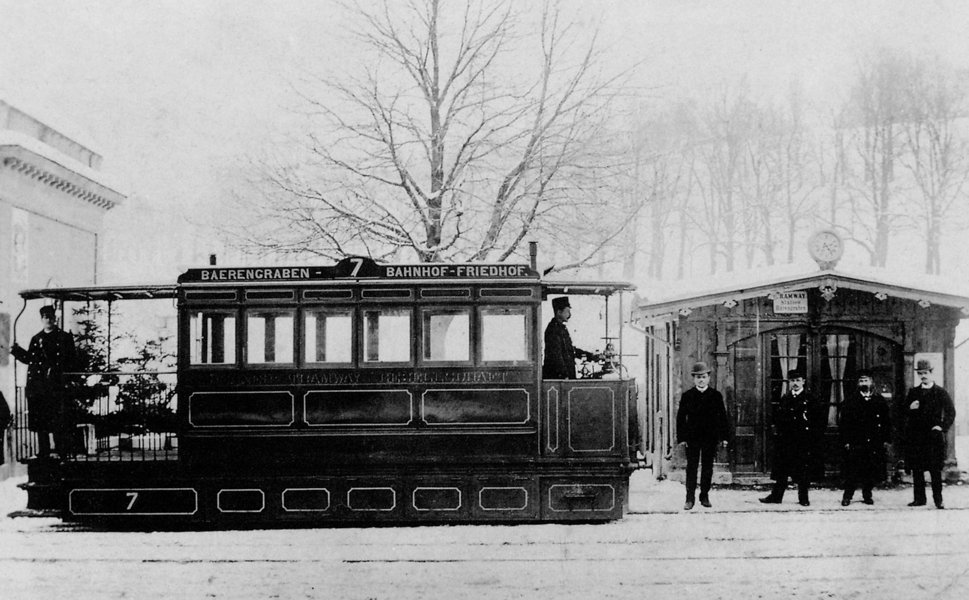
Lufttram von 1890
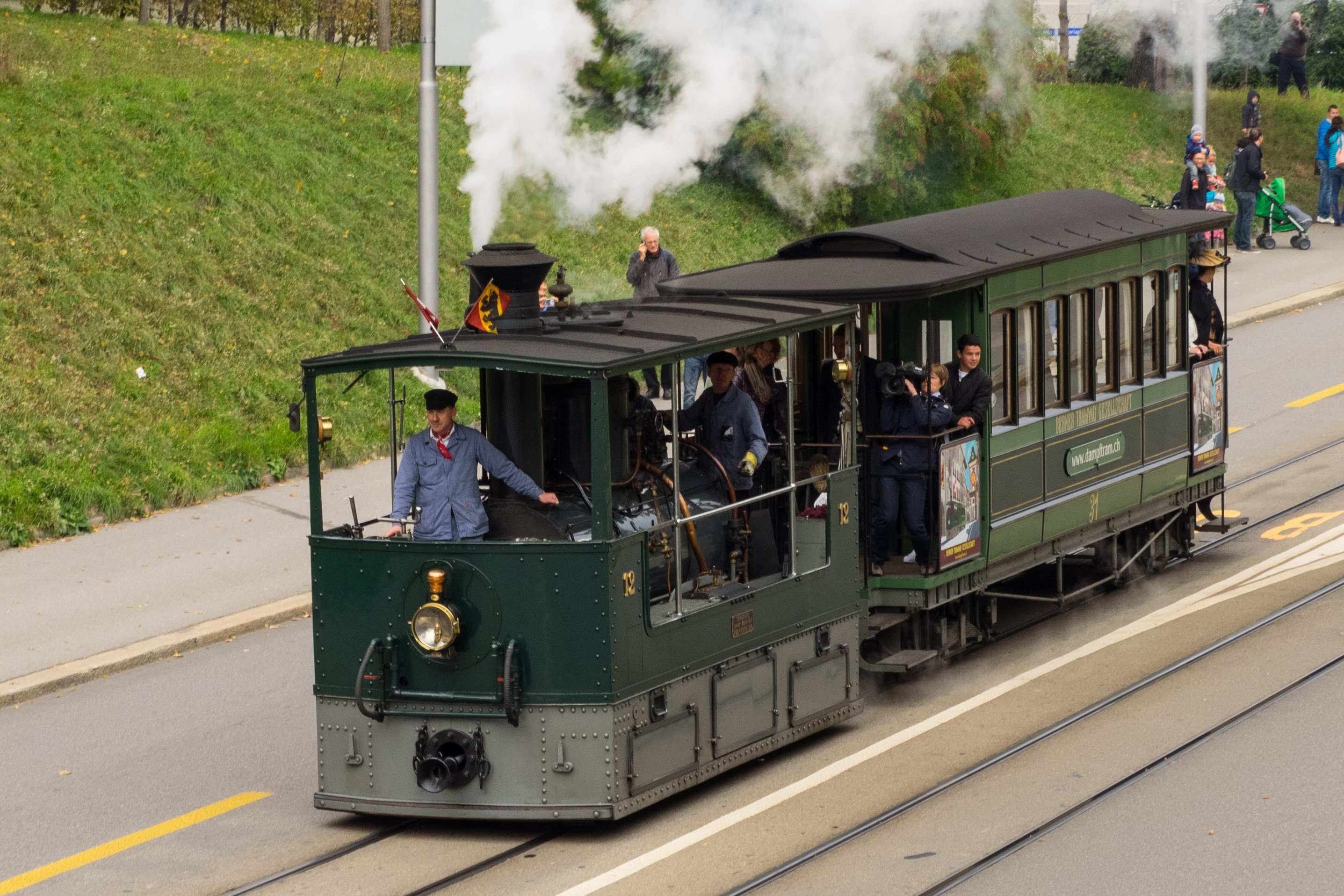
Dampftram von 1894

Mit Kaufvertrag vom 6. Juni 1898 ging das Tramnetz per 1. Januar 1900 von der Berner Tramway-Gesellschaft auf die Stadt Bern über. Diese bildete dafür die Dienstabteilung Städtische Strassenbahnen Bern (SSB). Für die am 17. November 1924 eröffnete erste Autobuslinie richtete die Stadt eine neue Dienstabteilung Stadt-Omnibus Bern (SOB) ein. Der Treibstoffmangel im Zweiten Weltkrieg führte zur Einrichtung eines Trolleybusbetriebs durch die SSB. 1947 legte die Stadt die beiden Abteilungen SSB und SOB zusammen und nannte sie neu Städtische Verkehrsbetriebe Bern (SVB). Ab 1. September 1947 galt ein einheitlicher Tarif für die drei städtischen Verkehrsmittel. Damit wurde einer Petition aus der Bevölkerung entsprochen, die vier Jahre zuvor im Gemeinderat behandelt worden war.
In der städtischen Volksabstimmung vom 28. September 1997 wurde die Auslagerung der SVB aus der Stadtverwaltung und ihre Umwandlung in eine Anstalt des öffentlichen Rechts mit 82,3 % Ja-Stimmen angenommen. Die Grundlage für diesen Entscheid bildete das neue kantonale Gesetz über den öffentlichen Verkehr (GöV).
Am 13. Juli 1999 wurden die Städtischen Verkehrsbetriebe Bern (SVB) im Handelsregister des Kantons Bern als eigenständiges Unternehmen eingetragen. Für die Ausgliederung aus der Stadtverwaltung wurde die Rechtsform der städtischen öffentlich-rechtlichen Anstalt gewählt. Grundlage ist das Anstaltsreglement der SVB vom 28.9.1997. Zum Beginn des Jahres 2000 gab sich die SVB die Geschäftsbezeichnung Bernmobil und ein neues Logo, verbunden mit einem neuen Farbkonzept mit den dominierenden Farben Rot (ähnlich RGB R210 G0 B55) und Anthrazit (ähnlich RGB R57 G57 B57). Das erste Tram im neuen Erscheinungsbild verkehrte ab dem 30. Oktober 2000. Um die Sichtbarkeit der Fahrzeuge bei Dämmerung und bei Nacht zu verbessern, erhielt Bernmobil nachträglich von der Polizei die Auflage, einen hellen Streifen anzubringen. Gleichzeitig musste die Wagennummer an Front und Heck in Silber statt Rot angebracht werden, um diese bei nächtlichen Unfallaufnahmen erkennbar zu machen. Seit dem Jahre 2016 werden neue Fahrzeuge ohne den Weissen Streifen abgeliefert und auch bei älteren Fahrzeugen wurde er nach und nach entfernt.
Gleichzeitig mit der Ausgliederung aus der Stadtverwaltung wurden die Eigentumsverhältnisse und Angestelltenverhältnisse neu geregelt. Grund und Boden sowie die Immobilien, unter anderem auch die Depots und Verwaltungsgebäude, blieben im Eigentum der Stadt Bern. Ebenso die gesamte Gleis- und Fahrleitungsinfrastruktur. Bernmobil bezahlt für die Nutzung der Immobilien und der Infrastruktur eine Miete und ist auch für den Unterhalt verantwortlich. Bernmobil übernahm das gesamte Rollmaterial sowie die entsprechenden Betriebseinrichtungen, darunter auch die Betriebsmittel der Werkstätte sowie das Mobiliar der Verwaltung. Die Angestellten verloren ihren Beamtenstatus. Nach Ablauf der entsprechenden Übergangsfristen unterliegen sie nun öffentlich-rechtlichen Arbeitsverträgen.
Am 12. Dezember 2004 fand nach 20 Jahren der Wechsel vom bisherigen Tarifverbund "Bäre-Abi" auf "Libero" statt. Bernmobil erhielt für seine Linien den Nummernblock von 1 bis 33 zugeteilt, der Regionalverkehr Bern–Solothurn (RBS) die Nummern 34 bis 50. Damit verschwanden nach etwas mehr als 80 Jahren die letzten mit Buchstaben bezeichneten Linien aus dem Berner Stadtverkehr.
Am 1. September 2019 ist Bernmobil dem nationalen Schwarzfahrerregister beigetreten. 2019 bestellte Bernmobil bei Stadler Rail neue Tramlink-Trams, wovon das Erste im Februar 2023 aus der Werkstätte in Valencia mit drei Sattelzügen angeliefert wurde. Ebenfalls auf 2023 wurden 14 Batteriebusse bei Irizar bestellt. Die Ladestationen dazu werden von Siemens geliefert. Am 1. November 2020 trat das teilrevidierte Anstaltsreglement in Kraft. Im Dezember 2020 wurde der Verwaltungsrat (Vorstand), für die kommenden vier Jahre, erstmals vom Gemeinderat gewählt. In den Jahren 2020 und 2021 resultierten pandemiebedingt Verluste von jeweils rund 20 Millionen Franken. 2022 wurden 87,4 Millionen Fahrgäste verzeichnet, rund 15 Prozent weniger als vor der Pandemie. Seit 2021 und noch bis Ende 2023 wird der benötigte Strom nicht mehr bei Energie Wasser Bern (EWB) gekauft, sondern täglich direkt bei einer Strombörse. Um Mehrkosten zu vermeiden (siehe globale Energiekrise 2021–2023), werde ab 2024 wieder EWB für die Stromlieferungen zuständig sein. 2022 wurde bekannt, dass Bernmobil bis spätestens 2025 keine Gasbusse mehr fahren will, welche eine Zeit lang auch mit Biogas betrieben wurden und durch Elektro- und Hybridbusse ersetzt werden sollen. Bernmobil verfolgt das Ziel, auf dem Stadtnetz bis 2035 einen vollständig klimaneutralen Betrieb zu erreichen. Ab dem 24. März 2025 werden rund 60 schwach frequentierte Ticketautomaten abgebaut.

## Bilder

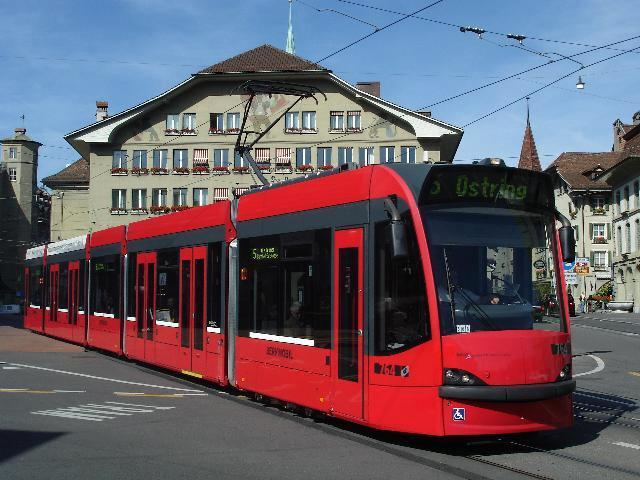
Ein Combino-Tram auf dem Casinoplatz
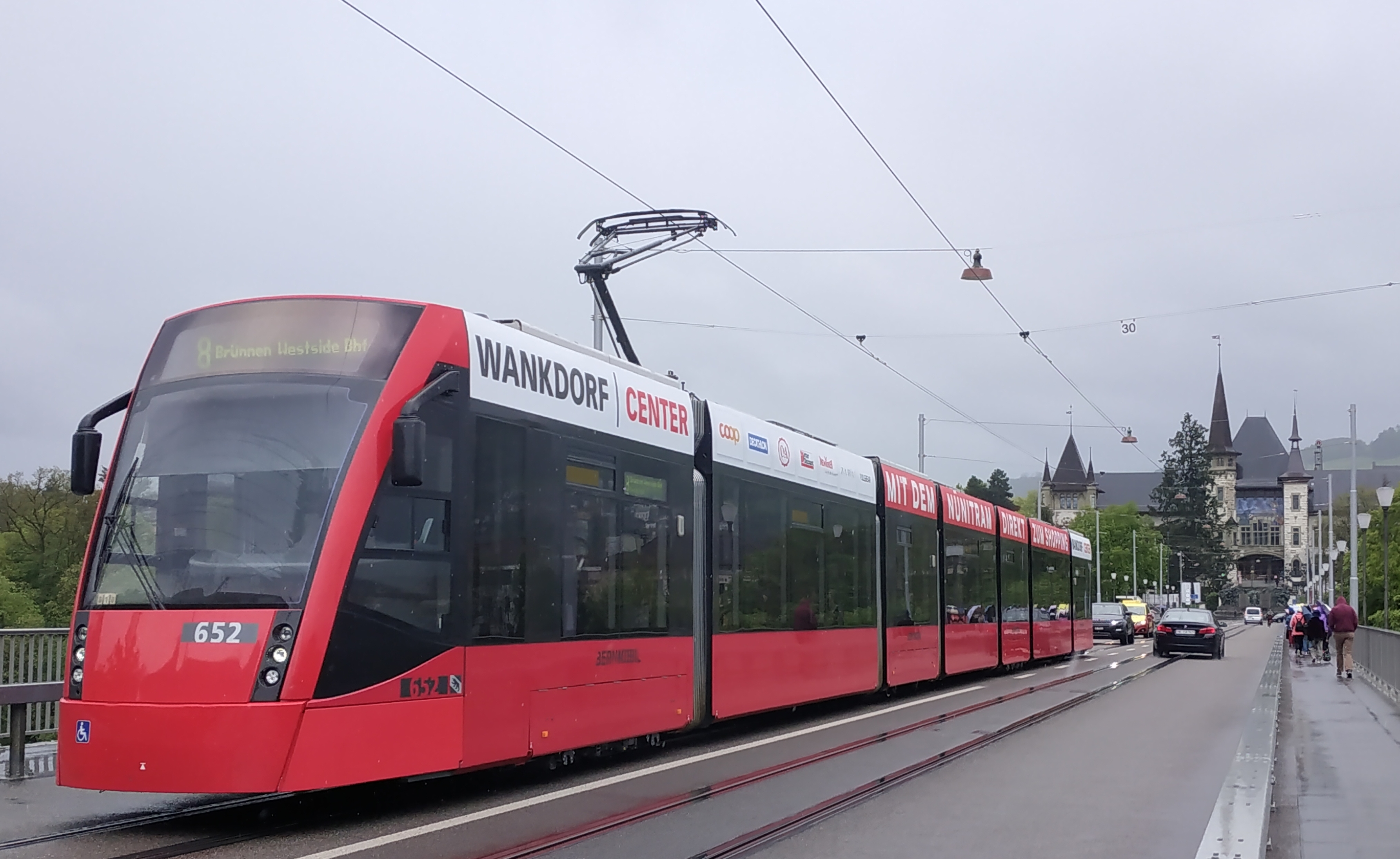
Ein neueres Combino XL auf der Kirchenfeldbrücke
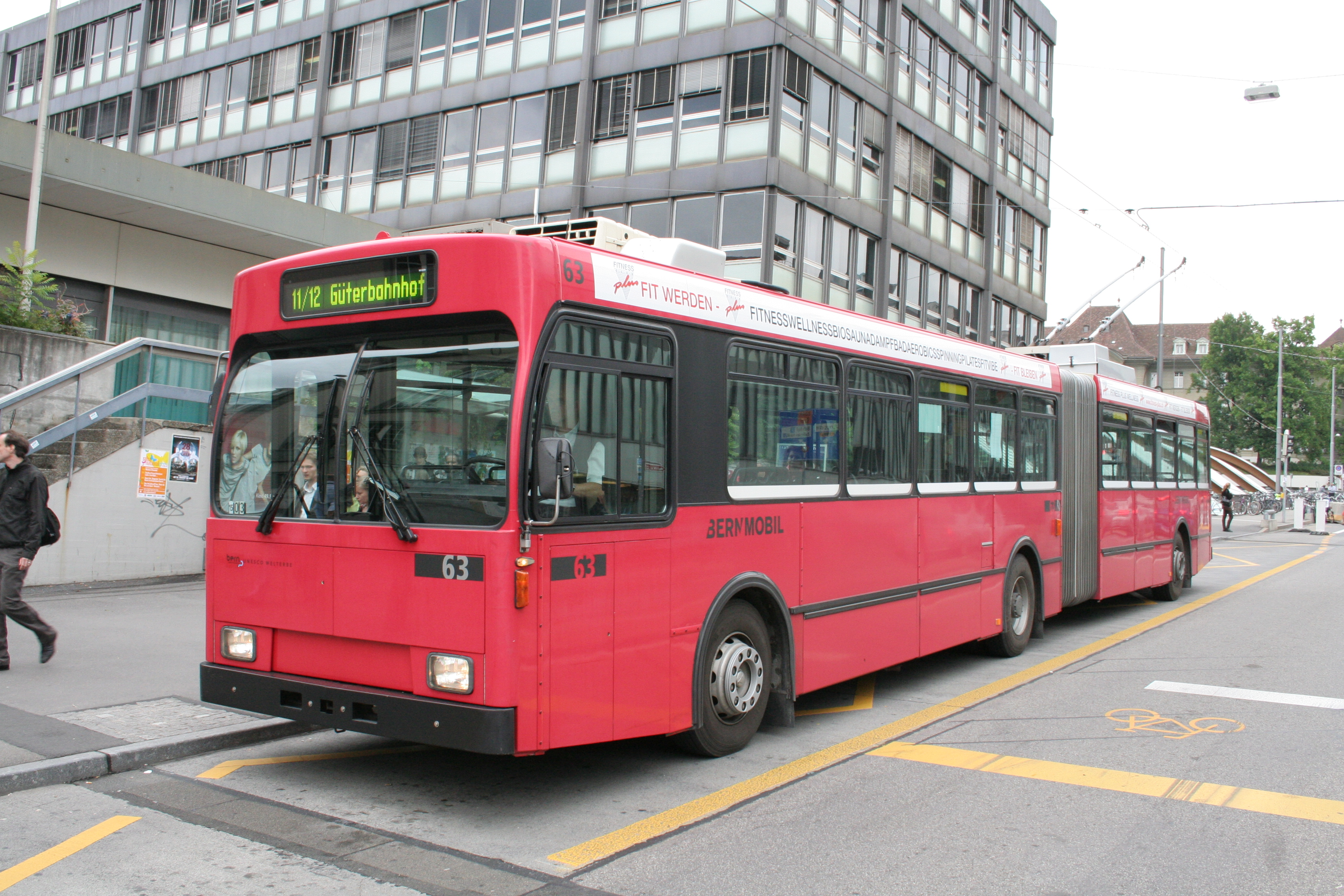
Ein älterer Gelenktrolleybus
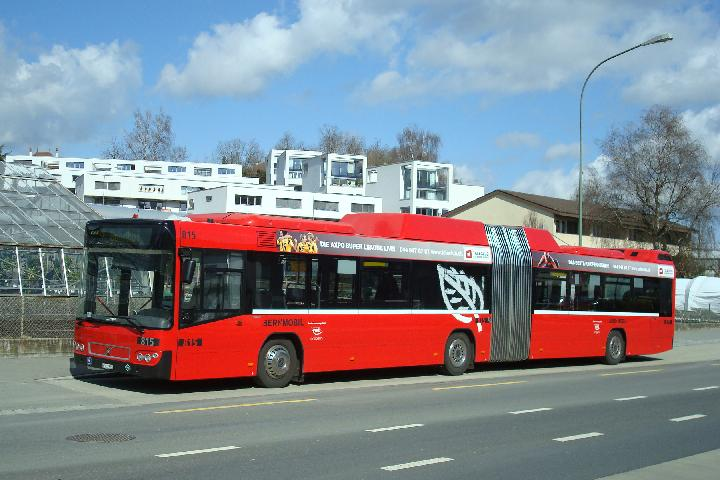
Ein Volvo 7700 Gasgelenkbus
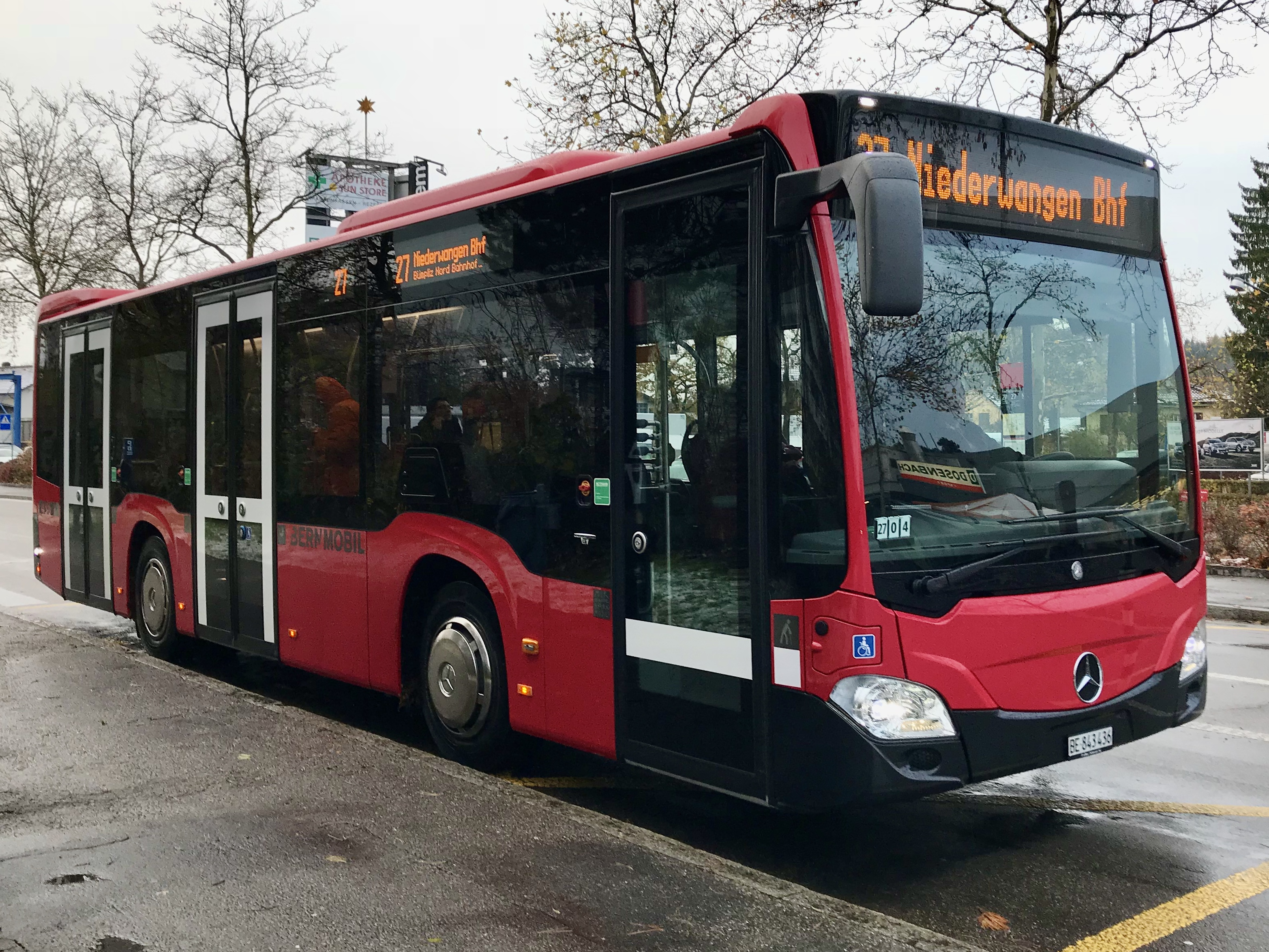
Ein Citaro C2 K in Bethlehem
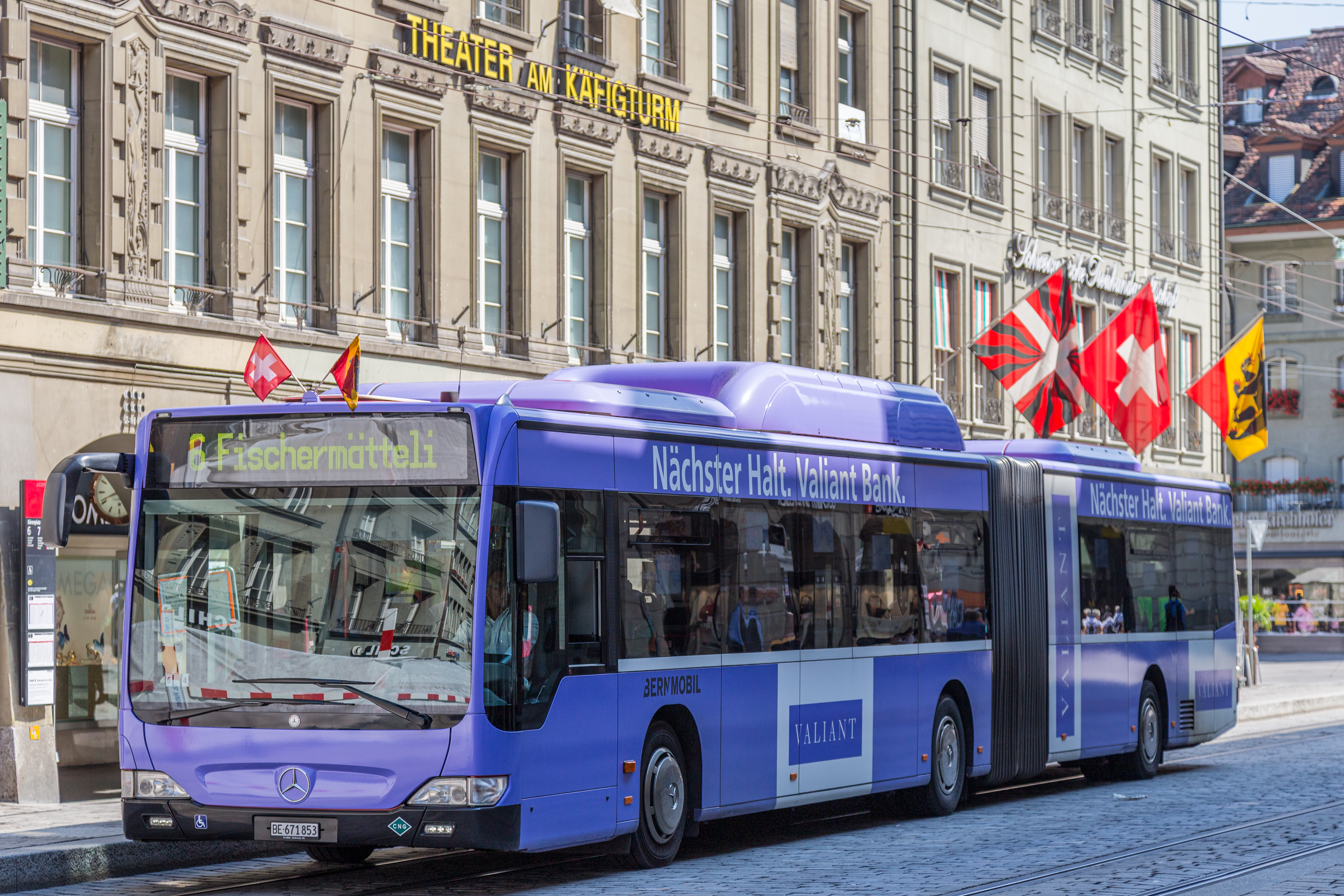
Mercedes-Benz Citaro CNG-Gelenkbus, werbebeklebt in der Spitalgasse
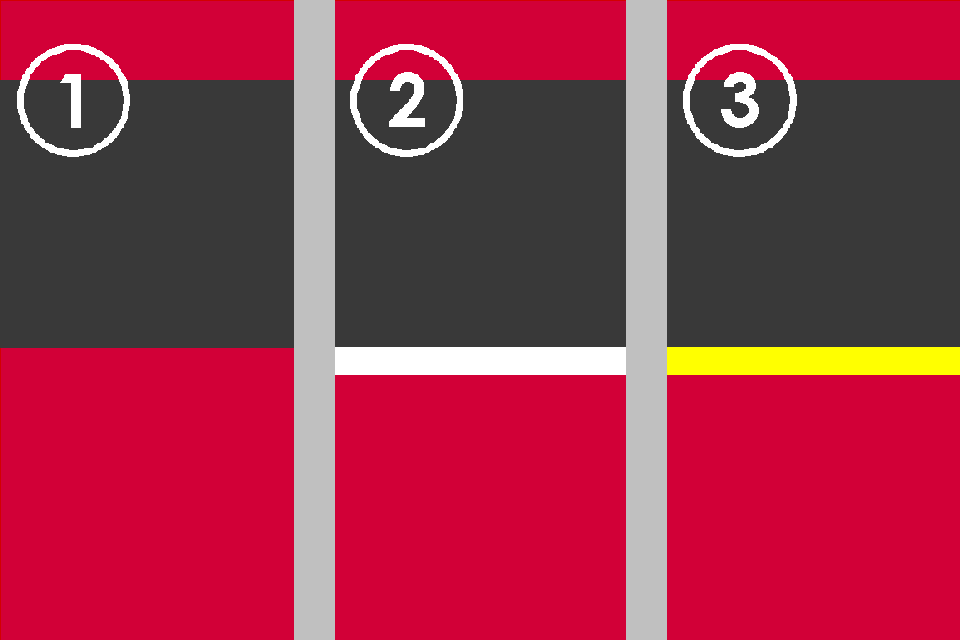
Bernmobil-Farbkonzept. Geplantes Konzept (1); Realisiertes Konzept (2); Konzept Transportbeauftragte (3)

## Aktuelles Liniennetz

### Städtische Linien
| Linie | Strecke                                            | Betriebsart | Bemerkung |
| ----- | -------------------------------------------------- | ----------- | --- |
| 3     | Bern Bahnhof – Weissenbühl                         | Tram        | Radiallinie |
| 6     | Fischermätteli – Bern Bahnhof – Worb Dorf          | Tram        | |
| 7     | Bümpliz – Bern Bahnhof – Ostring                   | Tram        | |
| 8     | Brünnen Westside Bahnhof – Bern Bahnhof – Saali    | Tram        | |
| 9     | Wabern – Bern Bahnhof – Wankdorf Bahnhof           | Tram        | |
| 10    | Köniz Schliern – Bern Bahnhof – Ostermundigen Rüti | Autobus     | Voraussichtlich ab Mitte 2026 werden zwischen Bern Bahnhof und Köniz Schliern neue Doppelgelenktrolleybusse fahren, wozu teilweise Fahrleitungen installiert werden.                                                                   |
| 11    | Bern Bahnhof – Neufeld P+R                         | Trolleybus  | Radiallinie |
| 12    | Holligen – Bern Bahnhof – Zentrum Paul Klee        | Trolleybus  | |
| 16    | Köniz Zentrum – Gurten-Gartenstadt                 | Autobus     | Tangentiallinie |
| 17    | Bern Bahnhof – Köniz Weiermatt                     | Autobus     | 2019 erfolgte die Umstellung auf Batteriebusse |
| 18    | Bern Bahnhof – Wyleregg                            | Autobus     | Betrieb bis auf Weiteres eingestellt |
| 19    | Blinzern – Bern Bahnhof – Elfenau                  | Autobus     | 2025 erfolgte die Umstellung auf Batteriebusse. Eine Ladestation an der Endhaltestelle Elfenau konnte bisher allerdings wegen laufenden Einsprachen, u. a. durch die Stiftung Landschaftsschutz Schweiz, noch nicht realisiert werden. |
| 20    | Länggasse – Bern Bahnhof – Wankdorf Bahnhof        | Trolleybus  | |
| 21    | Bern Bahnhof – Bremgarten                          | Autobus     | 2023 erfolgte die Umstellung auf Batteriebusse |
| 22    | Brünnen Bahnhof – Kleinwabern                      | Autobus     | |
| 24    | Breitfeld – Gewerbeschule                          | Autobus     | Verkehrt nur während den Schulzeiten |
| 26    | Breitenrain – Wylergut – Breitenrain               | Autobus     | Quartierbus, teilweise Rundlinie |
| 27    | Niederwangen Bahnhof – Weyermannshaus Bad          | Autobus     | Tangentiallinie; Elektrifizierung ab 2026 |
| 28    | Weissenbühl Bahnhof – Wankdorf Bahnhof             | Autobus     | Tangentiallinie; Elektrifizierung ab 2026 |
| 29    | Niederwangen Bahnhof – Wabern Lindenweg            | Autobus     | Tangentiallinie; Elektrifizierung ab 2026 |
| 30    | Bern Bahnhof – Marzilistrasse – Bern Bahnhof       | Autobus     | Rundlinie, fährt nur abends |
| 31    | Niederwangen Bahnhof – Brunnadernstrasse           | Autobus     | Tangentiallinie |
| 32    | Riedbach Bahnhof – Bachmätteli                     | Autobus     | Tangentiallinie |

### Regionallinien
| Linie | Strecke                                                   | Betriebsart | Bemerkung                                                                                 |
| ----- | --------------------------------------------------------- | ----------- | ----------------------------------------------------------------------------------------- |
| 160   | Bern Flughafen – Belp – Rubigen – Münsingen – Konolfingen | Autobus     |                                                                                           |
| 161   | Münsingen Bahnhof – Spital – Münsingen Bahnhof            | Autobus     | Die Linie 161 wurde bis zum Fahrplanwechsel vom 15. Dezember 2019 von Postauto betrieben. |
| 162   | Münsingen Bahnhof – Sonnhalde – Münsingen Bahnhof         | Autobus     | Die Linie 162 wurde bis zum Fahrplanwechsel vom 15. Dezember 2019 von Postauto betrieben. |
| 163   | Münsingen Bahnhof – PZM – Brückreuti – Münsingen Bahnhof  | Autobus     | Die Linie 163 wurde bis zum Fahrplanwechsel vom 15. Dezember 2019 von Postauto betrieben. |
| 165   | Münsingen – Wichtrach – Gerzensee – Kirchdorf             | Autobus     | Die Linie 165 wurde bis zum Fahrplanwechsel vom 15. Dezember 2019 von Postauto betrieben. |
| 166   | Wichtrach – Kirchdorf – Gerzensee – Kaufdorf              | Autobus     | Die Linie 166 wurde bis zum Fahrplanwechsel vom 15. Dezember 2019 von Postauto betrieben. |
| 167   | Münsingen – Wichtrach – Oppligen – Oberdiessbach          | Autobus     | Die Linie 167 noch bis zum Fahrplanwechsel vom 15. Dezember 2019 von Postauto betrieben.  |
| 168   | Münsingen – Trimstein – Worb SBB – Worb Dorf              | Autobus     |                                                                                           |
| 331   | Belp Bahnhof – Belp Riedli                                | Autobus     |                                                                                           |
| 332   | Belp Bahnhof – Belp Aemmenmatt                            | Autobus     |                                                                                           |

## Zwischenfälle (Auswahl)
- Am 24. Juni 2019 ist auf einem Bus auf der Linie 160 kurz vor Münsingen ein Brand ausgebrochen. Alle Passagiere konnten den Bus noch rechtzeitig und unbeschadet verlassen. Die Brandursache wurde noch nicht ermittelt.[27]
- Am 1. Februar 2024 entgleiste das Combino-Tram Be 4/6 756 auf voller Länge, bevor es nach rund 60 Metern auf dem Kornhausplatz zum Stehen kommt. Dabei wurde der Triebfahrzeugführer, ein Passagier und ein Fussgänger leicht verletzt.[28]
- Am 6. November 2024 kollidierte auf einem Tramübergang in Gümligen ein RBS-Bus mit einem Tram der Linie 6, wobei sechs Personen leicht verletzt wurden.[29]